# Барнсли, Майкл
Майкл Филдинг Барнсли (род. 1946) — британский и американский математик, исследователь и предприниматель, работавший над фрактальной компрессией.

## Биография
Получил докторскую степень по теоретической химии в Университете Висконсин-Мэдисон в 1972 году и степень бакалавра по математике в Оксфорде в 1968 году. В 1987 году основал компанию Iterated Systems Incorporated, а в 1988 году опубликовал книгу под названием «Фракталы везде», а в 2006 году — «Суперфракталы».

## Научная деятельность
Опубликовал эти научные статьи: «Существование и единственность орбитальных мер», «Теория и приложения фрактальных вершин», «Фрактальный алгоритм случайных итераций и иерархия фракталов», «Фракталы с V-переменными и суперфракталы», «Фрактальные преобразования» и «Эргодическая теория, фрактальные вершины и цветное воровство».
Ему также приписывают открытие теоремы Коллажа.
Iterated Systems Inc изначально была сфокусирована на фрактальном сжатии изображений (папоротник Барнсли), а затем на создании продуктов для управления архивами изображений и была переименована в MediaBin. MediaBin была продана в 2003 году компании Interwoven.
С 2005 года он работает на факультете Института математических наук Австралийского национального университета. Ранее занимал должность преподавателя в Технологическом институте Джорджии.

## Семья
Майкл Барнсли — сын писателя Габриэля Филдинга (Алан Филдинг Барнсли) и потомок Генри Филдинга.

## Примечание
1. ↑  Bibliothèque nationale de France Autorités BnF (фр.): платформа открытых данных — 2011.
2. ↑  Lecture poster 2003. ANU. Дата обращения: 21 марта 2015. Архивировано из оригинала 14 мая 2021 года.
3. ↑  His Mathematics Genealogy Project biography Архивировано 19 июля 2011 года.
4. ↑  CV. ANU. Дата обращения: 21 марта 2015. Архивировано 15 апреля 2019 года.
5. ↑  Список преподавателей в Институте математических наук Австралийского национального университета. Дата обращения: 29 апреля 2019. Архивировано из оригинала 26 октября 2009 года.
6. ↑  Резюме Майкла Барнсли. Дата обращения: 29 апреля 2019. Архивировано из оригинала 15 апреля 2012 года.